# Krysy ve zdech
Krysy ve zdech (anglicky The Rats in the Walls) je hororová povídka amerického spisovatele H. P. Lovecrafta. Byla napsána mezi srpnem a zářím roku 1923 a vydána následující rok v březnu.
Povídka je retrospektivním vyprávěním v ich-formě. Hlavním hrdinou knihy je Američan Delapore, který se vrací do rodinného sídla v Anglii a odhaluje strašlivé rodinné tajemství.

## Děj
V roce 1923 se Američan jménem Delapore (jeho křestní jméno se v knihze nedovíme), poslední potomek šlechtické rodiny De la Poer, stěhuje do svého rodového převorství Exham v Anglii poté co mu jeho jediný syn zemřel na následky zranění z 1. světové války. Ke zděšení místních obyvatel se rozhodne znovuvybudovat rozpadlé rodinné sídlo, stojící na skále, s čímž mu pomáhá kapitán Norrys, který se spřátelil s jeho synem během války.
Po nastěhování Delapore a jeho kocour (původně pojmenován „Nigger-Man“, později přejmenován na „Black Tom“) často slýchávají divné zvuky připomínající krysy, které jako by pobíhaly za zdmi sídla a také se mu začnou zdát prapodivné sny o jeskyni a prasatech. Při dalším vyšetřování za pomocí Norryse a několika akademiků Delapore objevuje pod sídlem jeskynní město, kde jeho rodina po staletí udržovala chovala generace „lidského dobytka“, aby uspokojili svou chuť po lidskému masu. Tyto zvěrstva byla zastavena, když Delaporeův předek Walter zabil celou svou rodinu ve spánku a utekl do Ameriky. Tajemství toho, co se skrývá v podzemí rodinného sídla se předávalo po generace z otce na syna v zapečetěné obálce, aby se zabránilo tomu, že by se nějaký člen rodu De la Poer do Exhamu vrátil a tím i obnovil rodovou „tradici“. Obálka byla ovšem ztracena během Občanské války a sní i toto tajemství.
Delapore, poblázněný odhalením minulosti své rodiny, dědičnou krutostí a hněvem nad synovou smrtí, zaútočí na Norryse, jehož rodina by po Delaporově smrti zdědila Exham. Následně je po třech hodinách objeven hluboko v jeskyni s napůl spořádaným tělem Norryse a umístěn do blázince. Brzy poté je Exhamské převorství vyhozeno do povětří. Delapore v blázinci trvá na své nevině a prohlašuje, že nic neudělal a že to byly „krysy, odporné slizké, šramotivé krysy, krysy ve zdech“.

## Česká vydání
Povídka v češtině vyšla jako součást sedmi knih:
- Volání Cthulhu (1990, Zlatý kůň)
- Hlas krve (1996, Najáda)
- Vyděděnec a jiné povídky (2010, Dokořán)
- Měsíční močál (2011, Plus)
- Stín nad Innsmouthem (2014, Laser-books)
- H. P. Lovecraft – Komplet Sebraných spisů (2014, Albatros)
- Barva z kosmu (2020, Carcosa)